# حمد الربیعی
حمد الربیعی (عربی: حمد الربيعي؛ زادهٔ ۱ ژوئیهٔ ۱۹۸۱) یک ورزشکار اهل عربستان سعودی است.
از باشگاه‌هایی که در آن بازی کرده‌است می‌توان به باشگاه فوتبال نجران عربستان سعودی اشاره کرد.